# Frente Toubou para la Salvación de Libia
El Frente Toubou para la Salvación de Libia ( en árabe: جبهة التبو لإنقاذ ليبيا‎; en francés: Front Toubou pour la Salut de la Libye) es una milicia creada a mediados de 2007 para defender los derechos e intereses del pueblo Toubou enLibia. Es dirigido por Issa Abdiel Majid Mansur, un líder tribal libio Toubou, y tiene su sede en Oslo, Noruega. El grupo participó en la guerra civil libia del lado del CNT, disolviéndose en agosto de 2011, con la caída de Trípoli. A pesar de ello, el grupo fue reactivado en marzo de 2012, con el objetivo de "proteger a los Toubou de la limpieza étnica", esto tras cruentos enfrentamientos a principios de 2012 entre los Toubou y milicias árabes en el sur del país, que provocaron cientos de muertos

## Conflicto de Kufra de 2008
En diciembre de 2007, el gobierno de Libia despojó a las tribus Toubou de su ciudadanía, después de haber sido acusadas de aliarse con Chad en guerras pasadas, y "reconocerse como chadianos" (los Toubou viven a ambos lados de la frontera común). Las tensiones aumentaron en 2008 cuando funcionarios libios instaron a las tribus Toubou a partir a Chad, y finalmente el 2 de noviembre de 2008 comenzaron una serie de movilizaciones contra la exclusión de los niños en escuelas y atención médica en Kufra, terminando con la oficina del gobierno local en llamas. Durante los día siguientes, los Toubous, se enfrentaron con las tribus Zuwayya, conocidas por haber sido financiadas por el gobierno libio durante la guerra con Chad. Finalmente, el 8 de noviembre intervino el ejército de Libia para detener la escalada de violencia que rodeaba la ciudad, con tropas y helicópteros, y el 14 de noviembre cesando los enfrentamientos, salvo algunas escaramuzas esporádicas. El 10 de noviembre, Abdel Majid declaró que los Toubous podrían sabotear los yacimientos petrolíferos de Sarir cerca de la ciudad oasis, y negó que los enfrentamientos fueran entre Toubous y otras tribus, sino contra "tropas del régimen".
Para el 20 de noviembre, Kufra se celebró una reunión de la tribu Toubou con funcionarios libios, que culpan a los medios extranjeros de tergiversar los incidentes, rechazaron al TFSL como representante de los Toubous, definieron a Abdel Majid como "corrupto e irresponsable" y a Muammar Gaddafi como "...el hombre sabio". de África, fundador de su unidad y firme defensor de su seguridad, estabilidad y libertad". Según las fuentes, se cree que el saldo final es de entre 11 y 30 muertos y un centenar de heridos.

## Guerra civil libia
Durante la guerra civil libia el TFSL y muchos milicianos Toubou se unieron a las filas del NTC, luchando contra el ejército libio (Ejército libio (1951-2011)) en el sur de Libia. En febrero de 2011, las fuerzas comandadas por Issa Abdel Majid Mansur controlaron brevemente Murzuk y Al Qatrun, siendo luego repelidas por tropas del gobierno libio. A finales de 2011, el CNT encargó a Abdel Majid la tarea de asegurar las fronteras con Chad y Sudán. 
Durante la segunda guerra civil libia, las milicias Toubou se alinearon, junto con sus antiguos oponentes, las milicias Tuareg, bajo el gobierno reconocido por la ONU, el Gobierno de Acuerdo Nacional contra el Ejército Nacional Libio.